# Douna
 Douna là một tổng thuộc  tỉnh Léraba ở tây nam  Burkina Faso. Thủ phủ là thị xã Douna. Theo điều tra dân số năm 1996, tổng này có tổng dân số 9.132 người.

## Các thị xã và làng xã
- Thị xã Douna (4 249 dân) (thủ phủ)
- Niofila	(1 980 dân)
- Manema	(1 155 dân)
- Monsona	(1 101 dân)
- Sabaribougou	(334 dân)
- Tassona	(313 dân)